# The Thrills
The Thrills ist eine irische Band, die Sixties-California geprägten Gitarrenpop spielt. Musikalisch beeinflusst wurden sie unter anderem durch Neil Young und The Byrds.

## Geschichte
Daniel Ryan und Conor Deasy wuchsen als Nachbarn in Dublin auf und waren seit ihrer Kindheit Freunde. Gemeinsam entdeckten sie ihre Liebe zum Fußball und zur Musik. Mit zehn Jahren bekamen beide ihre erste Gitarre geschenkt; fünf Jahre später beschlossen sie, eine Band zu gründen. Kevin Horan ging mit Conor Deasy zur Schule, Ben Carrigan und Deasy trafen sich in der Musikschule. Padraic McMahon stieß etwas später dazu. Seitdem, also seit etwa 1996, folgte keine Umbesetzung mehr.
Als sie 1999 mit der Schule fertig waren, beschlossen sie nach Kalifornien zu fahren, wo sie in einer Strandhütte lebten. Diese Stimmung nahmen sie vier Monate später zurück nach Irland. Bald darauf bekamen sie ein Angebot des Musiklabels Supremo, und 2001 unterschrieben sie ihren ersten Plattenvertrag, der nach kurzer Zeit aber wieder aufgelöst wurde. Die fünf ließen sich nicht entmutigen, suchten sich einen neuen Manager und nahmen neue Demos auf. Plötzlich schienen mehrere Plattenfirmen an der Band interessiert zu sein, und sie schlossen schließlich einen Vertrag mit Virgin Music ab.
Noch bevor sie den Vertrag abgeschlossen hatten, stattete The-Smiths-Frontman Morrissey den Thrills einen Besuch in deren Proberaum ab und bot ihnen an, auf seiner USA-Tournee dabei zu sein. Im September 2002 standen die Thrills erstmals als Vorgruppe von Morrissey in der Royal Albert Hall auf der Bühne.
Kurz darauf flog die Band erneut in die USA, um dort ihr erstes Album So Much For The City aufzunehmen. Die CD hatte einigen Erfolg (die New York Times kürte sie sogar zum zweitbesten Album des Jahres). Das Debütalbum stieg in Großbritannien von 0 auf 3 in die Charts, in Irland sogar auf die Nummer 1. Ihr zweites Album Let’s Bottle Bohemia nahmen die Thrills 2004 mit dem Produzenten Dave Sardy auf.
Mittlerweile haben die Thrills 170 Auftritte absolviert.

## Diskografie

### Alben
| Jahr | Titel                | Höchstplatzierung, Gesamtwochen, AuszeichnungChartplatzierungen (Jahr, Titel, Platzierungen, Wochen, Auszeichnungen, Anmerkungen) | Höchstplatzierung, Gesamtwochen, AuszeichnungChartplatzierungen (Jahr, Titel, Platzierungen, Wochen, Auszeichnungen, Anmerkungen) | Anmerkungen                              |
| Jahr | Titel                | UK | IE | Anmerkungen                              |
| ---- | -------------------- | --- | --- | ---------------------------------------- |
| 2003 | So Much for the City | UK3 Platin · (40 Wo.)UK | IE1 (61 Wo.)IE | Erstveröffentlichung: 27. Juni 2003      |
| 2004 | Let’s Bottle Bohemia | UK9 Gold · (6 Wo.)UK | IE1 Platin · (9 Wo.)IE | Erstveröffentlichung: 13. September 2004 |
| 2007 | Teenager             | UK48 (2 Wo.)UK | IE24 (3 Wo.)IE | Erstveröffentlichung: 20. Juli 2007      |

### Singles
| Jahr | Titel Album                                            | Höchstplatzierung, Gesamtwochen, AuszeichnungChartplatzierungen (Jahr, Titel, Album, Platzierungen, Wochen, Auszeichnungen, Anmerkungen) | Höchstplatzierung, Gesamtwochen, AuszeichnungChartplatzierungen (Jahr, Titel, Album, Platzierungen, Wochen, Auszeichnungen, Anmerkungen) | Anmerkungen                                        |
| Jahr | Titel Album                                            | UK | IE | Anmerkungen                                        |
| ---- | ------------------------------------------------------ | --- | --- | -------------------------------------------------- |
| 2002 | Santa Cruz (You’re Not That Far) So Much for the City  | UK33 (3 Wo.)UK | IE17 (6 Wo.)IE | Charteinstieg erst bei Wiederveröffentlichung 2003 |
| 2003 | One Horse Town So Much for the City                    | UK18 (3 Wo.)UK | IE7 (13 Wo.)IE |                                                    |
| 2003 | Big Sur So Much for the City                           | UK17 (4 Wo.)UK | IE9 (9 Wo.)IE |                                                    |
| 2003 | Don’t Steal Our Sun So Much for the City               | UK45 (3 Wo.)UK | IE38 (1 Wo.)IE |                                                    |
| 2004 | Whatever Happened to Corey Haim? Let’s Bottle Bohemia  | UK22 (4 Wo.)UK | IE17 (6 Wo.)IE |                                                    |
| 2004 | Not for All the Love in the World Let’s Bottle Bohemia | UK39 (2 Wo.)UK | IE38 (2 Wo.)IE |                                                    |
| 2005 | The Irish Keep Gate-Crashing Let’s Bottle Bohemia      | UK48 (2 Wo.)UK | IE44 (1 Wo.)IE |                                                    |
| 2007 | Nothing Changes around Here Teenager                   | UK40 (1 Wo.)UK | — |                                                    |